# (74245) 1998 SO59
(74245) 1998 SO59 – planetoida z pasa głównego asteroid okrążająca Słońce w ciągu 3,81 lat w średniej odległości 2,44 j.a. Odkryta 17 września 1998 roku.